# Freddie Garcia
Freddie Garcia (Guanajuato, 7 luglio 1952) è un ex calciatore messicano naturalizzato statunitense, di ruolo attaccante.

## Carriera
Garcia ha giocato dal 1973 al 1979 nel Dallas Tornado, franchigia della North American Soccer League. Sul campo Garcia raggiunse come miglior risultato il raggiungimento della semifinale del torneo 1974, da cui furono eliminati dai Miami Toros. Dopo un buon impiego nelle stagioni iniziali, nelle ultime due in forza ai Tornado giocò solo quattro incontri.
Contemporaneamente Garcia si dedicò al calcio indoor, giocando con gli stessi Tornado, con i Cleveland Force e i Wichita Wings, squadra nel quale chiuse la carriera agonistica nel 1980.